# Barrabrava (sèrie de televisió)
Barrabrava és una  sèrie de televisió per internet dramàtica argentina creada per Jesús Braceras per a Prime Video. La trama segueix a dos germans que són tirats d'una barra brava de la qual formen part des de fa molts anys i comencen una espècie de guerra on es posarà a prova el seu vincle. És protagonitzada per Gastón Pauls i Matías Mayer acompanyats per un repartiment coral conformat per Violeta Narvay, Miguel Ángel Rodríguez, Mónica Gonzaga, Angelo Mutti Spinetta i Neo Pistea. La sèrie es va estrenar el 26 de juny de 2023.

## Argument
La sèrie conta la història de César (Gastón Pauls) i el seu germà «Polaco» (Matías Mayer), els qui formen part de la barra brava del Club Atlètic Libertad del Puerto, la qual és liderada per «el tío» (Gustavo Garzón). A partir d'una disputa interna, els germans són expulsats del grup del seu estimat club de futbol. Davant això, César i «Polaco» li declararan la guerra a la barra brava, posant en risc la seva integritat, la seva vida i la relació entre ells.

## Repartiment

### Principal
- Gastón Pauls com César Urrutia
- Matías Mayer com Adrián «Polaco» Urrutia
- Violeta Narvay com Ximena «Ximi»
- Miguel Ángel Rodríguez com «Oveja»
- Mónica Gonzaga com Gladys
- Angelo Mutti Spinetta com Enzo Urrutia
- Neo Pistea com «Huevo»

### Secundari
- Pablo Alarcón com Rodolfo Heredia
- Roberto Vallejos com Luna
- Cristian Salguero com Melli 1
- Martín Oviedo com Melli 2
- Paloma Contreras com Helena
- Juan Ignacio Cané com Manuel «Manucho»
- Liz Solari com Celeste
- Frijo com David
- Candelaria Molfese com Luciana

### Participacions
- Gustavo Garzón com Falucho «El Tío» Urrutia
- Hugo Piccinini com «Prepucio»
- Eva De Dominici com Miriam
- Alfonso Tort com Martínez Sotelo
- Romina Peluffo com Treballadora social
- Néstor Guzzini com Fasio
- Roberto Suárez com Comissari Palacios
- Víctor Sosa com «Chila»

## Episodis
| Núm. | Títol                                  | Direcció                                                                     | Guió               | Data d'emissió original |
| ---- | -------------------------------------- | ---------------------------------------------------------------------------- | ------------------ | ----------------------- |
| 1    | Jesús Braceras                         | Gabriel Nicoli, Jesús Braceras, Mariana Wainstein i Diego Fió                | 23 de juny de 2023 |                         |
| 2    | Gabriel Nicoli                         | Gabriel Nicoli, Jesús Braceras, Mariana Wainstein i Diego Fió                | 23 de juny de 2023 |                         |
| 3    | Gabriel Nicoli                         | Gabriel Nicoli, Jesús Braceras, Mariana Wainstein i Diego Fió                | 23 de juny de 2023 |                         |
| 4    | Gabriel Nicoli                         | Gabriel Nicoli, Jesús Braceras, Mariana Wainstein i Diego Fió                | 23 de juny de 2023 |                         |
| 5    | Jesús Braceras                         | Gabriel Nicoli, Jesús Braceras, Mariana Wainstein, Diego Fió i Bruno Luciani | 23 de juny de 2023 |                         |
| 6    | Lucía Garibaldi                        | Gabriel Nicoli, Jesús Braceras, Mariana Wainstein, Diego Fió i Bruno Luciani | 23 de juny de 2023 |                         |
| 7    | Lucía Garibaldi                        | Gabriel Nicoli, Jesús Braceras, Mariana Wainstein, Diego Fió i Bruno Luciani | 23 de juny de 2023 |                         |
| 8    | Felipe Gómez Aparicio y Jesús Braceras | Gabriel Nicoli, Jesús Braceras, Mariana Wainstein, Diego Fió i Bruno Luciani | 23 de juny de 2023 |                         |

## Desenvolupament

### Producció
Al juliol del 2021, es va informar que Amazon Prime Video estava treballant en una nova sèrie titulada Barra brava, que comptaria amb la direcció de Jesús Braceras. La sèrie va ser escrita per Gabriel Nicoli en col·laboració amb Diego Fió, Mariana Wainstein i Bruno Luciani, mentre que la direcció de la resta dels episodis va estar sota la responsabilitat de Gabriel Nicoli, Lucía Garibaldi i Felipe Aparicio.
La producció executiva de la sèrie va estar a càrrec d'Ariel Tobi, Hernán Musaluppi i Santiago López; i Laura Eliosoff va ser confirmada com a productora. Al juny del 2022, es van revelar les primeres imatges promocionals de la sèrie anunciant que el seu llançament seria per al 2023. Al maig del 2023, es va llançar el primer avançament sèrie confirmant que la seva data d'estrena seria el 23 de juny de 2023.

### Rodatge
Les filmacions de la sèrie van arrencar a mitjan setembre del 2021 a Montevideo, Uruguai.

### Càsting
D’antuvi, es rumorejava que Leonardo Sbaraglia estava en negociacions per a protagonitzar la sèrie, tanmateix, temps després es va informar que el paper va acabar sent per a Gastón Pauls. A l'agost del mateix any, Matías Mayer, Angelo Mutti Spinetta, Juan Ignacio Cané i Roberto Vallejos es van unir a l'elenc principal. Al setembre, es va revelar que Gustavo Garzón i Candelaria Molfese també formaven part de l'elenc. A l'octubre, es va conèixer que Liz Solari era una de les actrius que formava part de la sèrie.
Al juny del 2022, es va donar a conèixer que la resta del repartiment estava integrat per Cristian Salguero, Martín Oviedo, Neo Pistea, Paloma Contreras, Pablo Alarcón, Frijo, Roberto Vallejos i Eva De Dominici.

## Premis i nominacions
| Llista de premis i nominacions | Llista de premis i nominacions | Llista de premis i nominacions        | Llista de premis i nominacions                                               | Llista de premis i nominacions | Llista de premis i nominacions | Llista de premis i nominacions |
| Any                            | Organització                   | Categoria                             | Nominat/a (s)                                                                | Resultat                       | Ref(s)                         |                                |
| ------------------------------ | ------------------------------ | ------------------------------------- | ---------------------------------------------------------------------------- | ------------------------------ | ------------------------------ | ------------------------------ |
| 2023                           | Premis Cóndor de Plata         | Miller sèrie dramàtica                | Barrabrava                                                                   | Guanyador                      | [ 14 ]                         |                                |
| 2023                           | Premis Cóndor de Plata         | Millor direcció                       | Jesús Braceras, Gabriel Nicoli, Lucía Garibaldi y Felipe Gómez Aparicio      | Nominat                        | [ 14 ]                         |                                |
| 2023                           | Premis Cóndor de Plata         | Millor actor protagonista en drama    | Matías Mayer                                                                 | Guanyador                      | [ 14 ]                         |                                |
| 2023                           | Premis Cóndor de Plata         | Millor actor de repartiment en drama  | Gustavo Garzón                                                               | Nominat                        | [ 14 ]                         |                                |
| 2023                           | Premis Cóndor de Plata         | Millor actriu de repartiment en drama | Mónica Gonzaga                                                               | Plantilla:Wina                 | [ 14 ]                         |                                |
| 2023                           | Premis Cóndor de Plata         | Revelació masculina                   | Neo Pistea                                                                   | Nominat                        | [ 14 ]                         |                                |
| 2023                           | Premis Cóndor de Plata         | Millor guió original                  | Gabriel Nicoli, Jesús Braceras, Mariana Wainstein, Diego Fió i Bruno Luciani | Nominat                        | [ 14 ]                         |                                |
| 2023                           | Premis Cóndor de Plata         | Millor direcció de fotografia         | Daniel Ortega                                                                | Nominat                        | [ 14 ]                         |                                |
| 2023                           | Premis Cóndor de Plata         | Millor muntatge                       | Luz López Mañe, Inti Nieto i Santiago Parysow                                | Nominat                        | [ 14 ]                         |                                |
| 2023                           | Premis Cóndor de Plata         | Millor direcció d’art                 | Marcela Bazzano                                                              | Nominat                        | [ 14 ]                         |                                |
| 2023                           | Premis Cóndor de Plata         | Millor maquillatge i perruqueria      | Luciana Díaz                                                                 | Nominat                        | [ 14 ]                         |                                |
| 2023                           | Premis Cóndor de Plata         | Millor disseny de so                  | Manuel de Andrés i Gerardo Kalmar                                            | Nominat                        | [ 14 ]                         |                                |
| 2023                           | Premis Cóndor de Plata         | Millor direcció de càsting            | Florencia Limonoff i Joaquín Mauad                                           | Nominat                        | [ 14 ]                         |                                |
| 2023                           | Premis Cóndor de Plata         | Premi del públic BA audiovisual       | Barrabrava                                                                   | Nominat                        | [ 14 ]                         |                                |